# La peña de los Parra (album 1965)
La Peña de los Parra è un album dei musicisti cileni Isabel y Ángel Parra, Patricio Manns e Rolando Alarcón, pubblicato nel 1965.

## Tracce
1. Isabel y Ángel Parra – Río Manzanares (tradizionale)
2. Patricio Manns – En lota la noche es brava (Patricio Manns)
3. Isabel Parra – Décimas del folklore venezolano (tradizionale)
4. Isabel y Ángel Parra – Yo defiendo a mi tierra (Rolando Alarcón)
5. Rolando Alarcón – Parabien de la paloma (Rolando Alarcón)
6. Ángel Parra – Hasta cuándo compañero (Ángel Parra)
7. Isabel y Ángel Parra – La tropillita (Sofanor Tobar)
8. Patricio Manns – Ya no canto tu nombre (Edmundo Vásquez, Patricio Manns)
9. Isabel Parra – La jardinera (Violeta Parra)
10. Isabel y Ángel Parra – Canto a mi América (Daniel Viglietti)
11. Rolando Alarcón – Refalosa del morro (Rolando Alarcón)
12. Ángel Parra – Los parecidos - El sacristán Vivaracho (Roberto Parra)

## Crediti
- Camilo Fernández - note di copertina